# Triton Bay
Triton Bay är en vik i Kanada.   Den ligger i territoriet Nunavut, i den norra delen av landet, 3 600 km norr om huvudstaden Ottawa.
Trakten runt Triton Bay är permanent täckt av is och snö. Trakten runt Triton Bay är nära nog obefolkad, med mindre än två invånare per kvadratkilometer.